# Burggraben (Martinsmoos)
Burggraben bezeichnet die abgegangene Burg Martinsmoos, eine Niederungsburg in den Dorfwiesen von Martinsmoos, einem heutigen Stadtteil von Neubulach im Landkreis Calw in Baden-Württemberg.
Vermutlich wurde die Burg, von der nur noch der flache Burghügel und Reste des verschleiften Ringgrabens erhalten sind, im 13. Jahrhundert erbaut. Erst 1465 wird der Ort als württembergisches Lehen erwähnt. Der Ringwall hatte einen Durchmesser von etwa 20 Metern, eine Höhe von etwa 0,5 Metern und eine Breite von etwa 12 Metern.